# Киндер Куль
Киндер Куль (тат. Киндеркүл) — деревня в Кукморском районе Республики Татарстан, в составе Манзарасского сельского поселения.

## Этимология
Топоним произошёл от фитонима «киндер» (конопля) и гидрографического термина «күл» (озеро).

## География
Деревня находится на реке Ошторма, в 4 км к юго-востоку от районного центра — города Кукмора.

## История
Окрестности деревни были обитаемы в эпоху бронзы, о чём свидетельствует археологический памятник – Киндеркульская стоянка.
Основание деревни Киндер Куль (также была известна под названием Кадраколь) относят к XVII веку. 
В сословном плане, в XVIII – первой половине XIX века жителей причисляли к государственным крестьянам. Их основными занятиями в то время были земледелие и скотоводство.
По сведениям первоисточников, в 1859 году в деревне действовала мечеть. В начале XX века в деревне — мечеть, мектеб, мельница, крупообдирка, 2 мелочные лавки. В это время земельный надел сельской общины составлял 734,8 десятины.
До 1920 года деревня входила в Асан-Илгинскую волость Мамадышского уезда Казанской губернии. С 1920 года в составе Мамадышского кантона ТАССР. С 10 августа 1930 года – в Кукморском, с 1 февраля 1963 года — в Сабинском, с 12 января 1965 года в Кукморском районах.
В 1930 году в деревне был организован первый колхоз (с 1994 г. коллективное сельскохозяйственное предприятие, с 2001 г. сельскохозяйственный производственный кооператив, с 2006 г. общество с ограниченной ответственностью), с 2016 года в составе общества с ограниченной ответственностью «Урал».
До 2017 года в деревне действовала начальная школа.

## Население
| 1782 | 1859 | 1897 | 1908 | 1920 | 1926 | 1938 | 1949 | 1958 | 1970 | 1979 | 1989 | 2002 | 2010 | 2017 |
| ---- | ---- | ---- | ---- | ---- | ---- | ---- | ---- | ---- | ---- | ---- | ---- | ---- | ---- | ---- |
| 53   | 273  | 375  | 429  | 417  | 388  | 341  | 232  | 224  | 253  | 235  | 205  | 329  | 398  | 445  |

Национальный состав
Согласно результатам переписи 2002 года, в национальной структуре населения села татары составляли 97% из 329 человек.

## Экономика
Основные занятия жителей – полеводство, молочное скотоводство, пчеловодство.

## Инфраструктура
В деревне действует детский сад.

## Религия
Мечеть (с 1910 года).